# Бирчански партизански одред
Бирчански партизански одред био је јединица НОВЈ формирана у августу 1941. у Бирчу, где је и дејствовао. Овај одред био је прва организована устаничка јединица у источној Босни, а његов напад на жандармеријску станицу у Шековићима (5. августа 1941) означио је почетак НОБ у Источној Босни. Одред је водио тешке борбе у четири непријатељске офанзиве (од Друге до Пете) и успео је да се одржи на својој територији до краја рата.

## Ратни пут

### Формирање
Први зачеци Бирчанског НОП одреда биле су устаничке десетине које су формиране 5. августа 1941, а одред је оформљен 15-20. августа у Бирчу, где је и дејствовао. У почетку (август-септембар 1941) био је састављен од више мањих одреда јачине чете, а затим су формирани и батаљони (новембар-децембар 1941). Јачина Одреда кретала се између 500 и 700 бораца.

### Устанак
Прва оружана акција Бирчанског НОП одреда, која уједно означава и почетак устанка у источној Босни, било је заузимање жандармеријске станице у Шековићима 5. августа 1941. Ову прву устаничку победу над усташком посадом извојевало је око 60 бораца наоружаних пушкама и преко 200 беспушкара — устаника наоружаних косама и секирама. Већ 10. августа ослобођена је Власеница, а заузимањем непријатељских упоришта Милићи, Нова Касаба, Дрињача, Папраћа и Ступари до краја августа, створена је у Бирчу знатна слободна територија. До половине септембра Одред је водио борбе за Кладањ, који није могао бити заузет због неслоге са четницима. Затим је тежиште дејства пренето према Зворнику и на усташка упоришта дуж друма Тузла-Зворник. Ослобођени су Цапарди, Булатовци и Јелово Брдо. Зворник и поред дуже опсаде није ослобођен, поново због недостатка сарадње са четницима. Од 4. до 12. октобра вођене су код села Цапарда и на брду Руднику врло успешне борбе против усташко-домобранских и немачких снага, које су тежиле да одбаце партизане од друма Тузла-Зворник. У садејству са деловима Озренског НОП одреда, Бирчански одред је 30. октобра код села Ступара и села Матијевића потпуно разбио 1. батаљон домобранске 8. пјешачке пуковније. Тиме је спојена слободна територија ова два НОП одреда. У новембру је од Шековићке, Браиначке и Тупанарске партизанске чете формиран 1. батаљон Бирчанског НОП одреда (Шековачки), од Спречанске чете — други батаљон (Спречански), а у децембру и 3. батаљон (Ступарски). У то време постојале су и две самосталне чете: Цикотска и Ударна. До краја године Одред се ограничио на одбрану територије и изводио мање диверзије на комуникацијама Тузла-Зворник и Тузла-Кладањ. Упоредо се борио за јединство у својим редовима, јер је успешна четничка пропаганда, нарочито у овом периоду, утицала на део бораца.

### Борбе у 1942. години
У другој непријатељској офанзиви, Одред је водио успешне борбе, нарочито код села Петровића на Борогову, где је разбио један батаљон домобрана. У марту 1942. са Мајевичким партизанским одредом, садејствовао је Првој пролетерској бригади у акцији чишћења рејона Власеница, Сребреница, Братунац од Дангићевих четника. Од делова Мајевичког и Бирчанског одреда формиран је у Дрињачи 25. марта 2. источнобосански ударни батаљон, а крајем марта формиран је и Омладински ударни батаљон Бирчанског одреда. За време треће непријатељске офанзиве, Одред је прежљавао највећу кризу, у првом реду због сукоба са четницима. У мају је дошло до отворених борби са домаћим четницима из Спрече и околине Папраће, Цикота и Ступара, па је Одред потиснут на територију општине Шековићи. Овде је 29. маја стигла Група ударних батаљона, формираних од одабраних бораца из НОП одреда источне Босне: Бирчански одред дао је две пролетерске чете. У јуну Одред је учествовао у заједничким акцијама са овом групом. Најзначајнији је био напад на Власеницу и околна усташка упоришта Милиће и Хан Поглед (25. јуна). Иако Власеница није заузета, ова борба је имала велики политички значај као прва већа манифестација поновног распламсавања НОБ у источној Босни.
Од групе ударних батаљона формирана је 2. августа Шеста источнобосанска бригада, која је стално попуњавана и борцима из Бирчанског одреда. Од 24. до 30. августа јаче немачке, усташке и домобранске снаге (делови немачке 718. пешадијске дивизије, делови 3. и 5. домобранског збора (корпуса), 1. усташког здруга (бригаде) и месна милиција) напале су Бирчански одред и Шесту бригаду и окружиле их у Бирчу. Бригада се извукла из непријатељског обруча, а Одред је остао на територији Шековића, претрпевши мање губитке. По пребацивању Шесте источнобосанске бригаде на Мајевицу (12. септембра) положај Одреда постао је врло тежак, јер је био изложен и нападима четника. У новембру 1942. под притиском многоструко надмоћнијих романијских четника, Одред се после вишедневних борби повукао у шуму Бишину.

### Борбе у 1943. години
У марту 1943. четници су поново напали на Шековиће, али су их Шеста источнобосанска бригада и Бирчански одред потпуно разбили. Одред се нарочито истакао у борби на Столици. По одласку Шесте источнобосанске бригаде и новоформиране Мајевичке бригаде (25. марта) у састав Главне оперативне групе (током Четврте непријатељске офанзиве), у Бирчу су остали Бирчански одред са 4. батаљоном (Бирчанским) Шесте источнобосанске бригаде и делови Сремског НОП одреда. У мају 1943. Одред је ушао у састав 1. босанског ударног корпуса НОВЈ.
Крајем јуна у рејон Власеница, Сребреница, Зворник, Кладањ стигла је Главна оперативна група са Врховним штабом НОВЈ (током Пете непријатељске офанзиве). Када су средином јула немачко-усташке снаге продрле из Тузле према Шековићима, где је била смештена Централна болница НОВЈ, Одред је заједно са Шестом источнобосанском бригадом учествовао у борбама за одбрану рањеника, који су већином спасени и пребачени на Милан планину. После ослобођења Тузле (2. октобра) од већег дела Одреда формирана је 24. октобра Бирчанска бригада, а бројно стање одреда спало је на 200—300 бораца.

### Касније борбе
Од априла до августа 1944. Одред су више пута нападале јединице немачке 13. СС дивизије и четници. Садејствујући јединицама 27. источнобосанске дивизије НОВЈ, Одред се нарочито истакао у борби против четника у Шековићима.
По наређењу Штаба 3. корпуса НОВЈ од 15. фебруара 1945. Бирчански и Кладањски НОП одред спојени су у Бирчанско-кладањски НОП одред, који је продужио да дејствује у источној Босни до 11. маја 1945, када је расформиран.